# Lee Min-ho
Lee Min-ho (이민호?, 李敏鎬?, I Min-hoLR, Yi MinhoMR; Seul, 22 giugno 1987) è un attore, modello e cantante sudcoreano.
Ha raggiunto la fama in Asia dopo aver interpretato il ruolo di Gu Jun-pyo, protagonista e leader degli F4, nel drama coreano del 2009 Kkotboda namja.

## Biografia
Lee Min-ho nasce a Heukseok-dong, distretto di Dongjak, Seul, e ha una sorella maggiore, Lee Yoon-jung. Da bambino spera di diventare un calciatore professionista, venendo anche selezionato per la squadra giovanile dell'ex giocatore Cha Bum-kun, ma un infortunio alle elementari gli preclude la carriera agonistica. A partire dal secondo anno di liceo (2003-04) inizia a volgere la sua attenzione al mondo della moda e della recitazione; dopo aver preso lezioni, Lee comincia a prendere parte alle audizioni e viene scelto per ruoli minori in diversi serial televisivi: il suo debutto ufficiale è sulla EBS nel drama del 2006 Bimir-ui gyojeong. Agli albori della carriera, utilizza lo pseudonimo di Lee Min (이민?, I MinLR) dietro consiglio dell'agenzia, convinta che il nome di battesimo sia troppo ordinario. Tuttavia, siccome il nome d'arte è identico al lemma coreano che significa "immigrazione", il piazzamento nelle ricerche online non è buono e Lee torna a fare uso del suo nome completo.
Nel 2006, viene coinvolto in un incidente stradale insieme al collega Jung Il-woo: si frantuma femore e caviglia destra, il che lo obbliga a interrompere per quasi un anno il lavoro. Dopo essere stato dimesso, ottiene il primo ruolo da protagonista nel serial Dallyeora godeung-eo, che però viene ridotto a otto episodi per i bassi ascolti; nel 2008 debutta al cinema. Durante le riprese di Ulhakgyo E.T. diviene amico del collega Kim Su-ro, che successivamente lo avrebbe lodato durante un programma di varietà dicendo: "Riconosco una stella quando ne vedo una. Mentre stavo facendo Ulhakgyo E.T., sapevo che Lee Min-ho sarebbe diventato uno degli attori più famosi del paese". Il ruolo che lo lancia è quello del protagonista maschile Gu Jun-pyo in Kkotboda namja, drama coreano del 2009 che adatta il popolare dorama Hana yori dango, basato a sua volta sul manga omonimo. La competizione per la parte principale era stata molto feroce e Lee seppe di essere stato preso dai quotidiani. Il serial rende il suo nome noto non solo in Corea del Sud, ma anche in tutta l'Asia. Nominato "il re degli spot che vale 20 miliardi di won", la ritrovata fama gli procura numerosi contratti di endorsement per prodotti che spaziano dall'abbigliamento, al trucco, al cibo.
Compare poi nei serial Kae-in-ui chwihyang (2010), City Hunter (2011), Sin-ui (2012) e Sangsokjadeul (2013), interpretando sempre il protagonista maschile. City Hunter in particolare fa salire la sua popolarità in Giappone, Filippine, Cina e in parte dell'Europa, mentre il successo internazionale di Sangsokjadeul lo porta a diventare una delle icone della hallyu. A maggio 2013 pubblica il suo primo EP, My Everything, a cui fa seguito Song for You a ottobre 2014, chiarendo però di non aver intenzione di perseguire la carriera di cantante. Intanto, inizia a girare il film noir Gangnam 1970, suo primo ruolo da protagonista al cinema. Il suo progetto successivo sul grande schermo, la produzione cino-coreana Bounty Hunters, mostra notevoli risultati al botteghino cinese, incassando 9 miliardi di won il primo giorno.
Nel novembre 2016 torna in televisione nel drama fantasy Pureun bada-ui jeonseol al fianco dell'attrice Jun Ji-hyun. Il 12 maggio 2017 inizia il servizio militare obbligatorio come funzionario statale, non potendo servire come soldato in servizio attivo a causa dell'incidente stradale del 2006 e di quello nel 2011 avvenuto durante le riprese di City Hunter.

## Filmografia

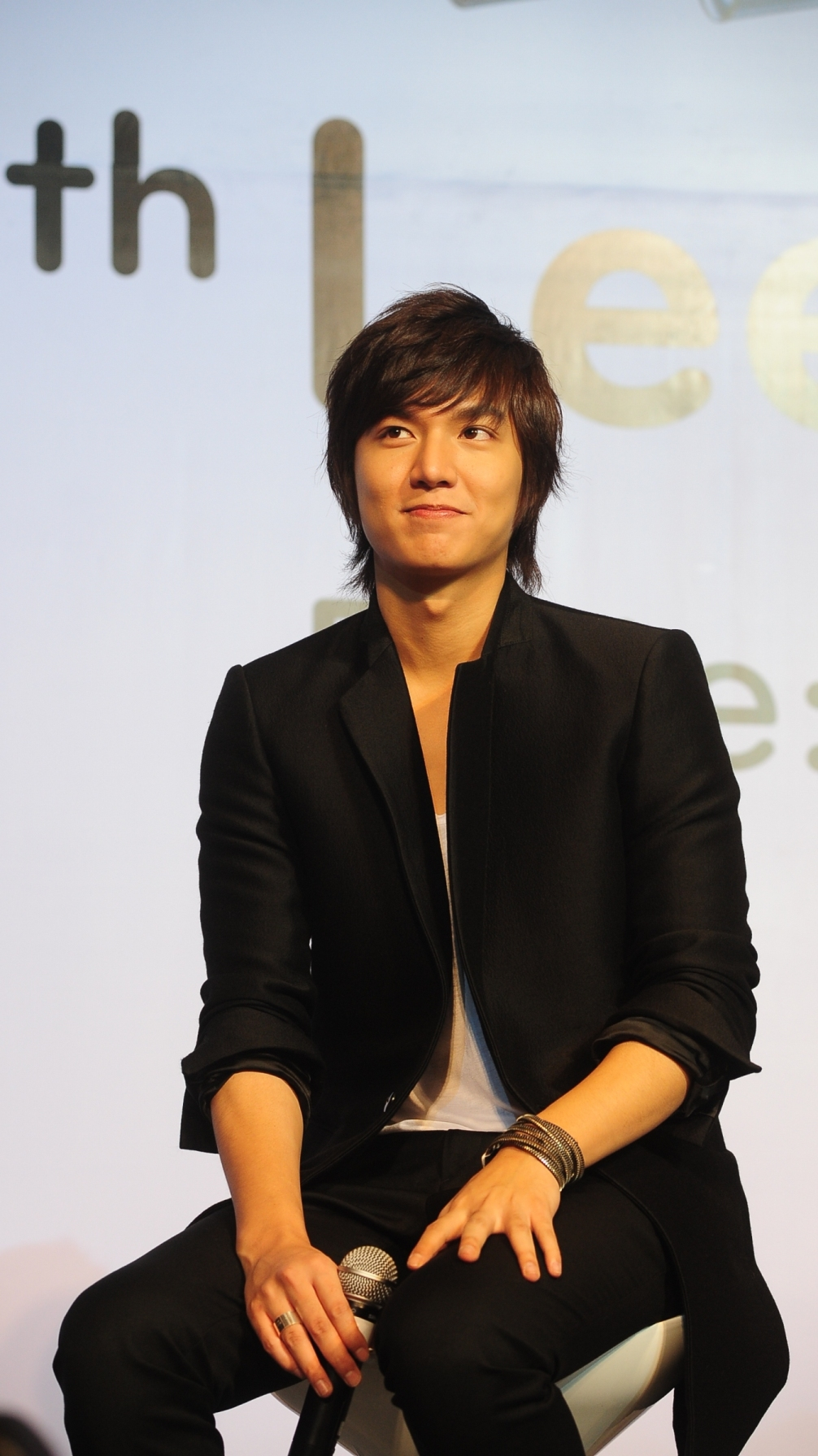
Lee Min-ho nel 2010

### Cinema
- Gangcheoljung: Gonggong-ui jeok 1-1 (강철중: 공공의 적 1-1), regia di Kang Woo-suk (2008)
- Ulhakgyo E.T. (울학교 이티), regia di Park Kwang-chun (2008)
- Gangnam 1970 (강남 1970), regia di Yoo Ha (2015)
- Bounty Hunters (바운티 헌터스), regia di Shin Terra (2016)

### Televisione
- Romance (로망스) – serie TV (2002)
- Ban-ollim (반올림) – serie TV (2003)
- Nonstop (논스톱) – serie TV (2004)
- Sarangchanga (사랑찬가) – serie TV (2005)
- Bimir-ui gyojeong (비밀의 교정) – serie TV (2006)
- Dallyeora godeung-eo (달려라 고등어) – serie TV (2007)
- I am Sam (아이엠샘) – serie TV (2007)
- Nado jal moreujiman (나도 잘 모르지만), regia di Lee Jae-dong – film TV (2008)
- Kkotboda namja (꽃보다 남자) – serie TV (2009)
- Kae-in-ui chwihyang (개인 의 취향) – serie TV (2010)
- City Hunter (시티헌터) – serie TV (2011)
- Sin-ui (신의) – serie TV (2012)
- Sangsokjadeul (상속자들) – serie TV (2013)
- Pureun bada-ui jeonseol (푸른 바다의 전설) – serie TV (2016-2017)
- The King: Eternal Monarch - serie TV (2020)
- Pachinko - La moglie coreana (Pachinko) – serie TV (2022-in corso)
- Le stelle parlano di noi (별들에게 물어봐?) – serie TV (2025)

## Discografia

### EP
- 2013 – My Everything (LOEN Entertainment)
- 2014 – Song for You (Universal Music Group)

### Colonne sonore e collaborazioni
- 2009 – "My Everything" (Kkotboda namja)
- 2013 – "Painful Love" (Sangsokjadeul)
- 2015 – "Thank You"
- 2015 – "The Day"
- 2015 – "I Love You"

### Singoli pubblicitari
- 2009 – "Extreme" con Jessica Gomes per Cass 2X Beer
- 2009 – "Kiss" con Sandara Park
- 2014 – "You're So Beautiful" per Lotte Duty Free

## Riconoscimenti
| Anno | Premio                                               | Categoria                                                   | Opera                              | Risultato       |
| ---- | ---------------------------------------------------- | ----------------------------------------------------------- | ---------------------------------- | --------------- |
| 2009 | Baeksang Arts Awards                                 | Miglior nuovo attore (TV)                                   | Kkotboda namja                     | Vincitore/trice |
| 2009 | Baeksang Arts Awards                                 | Attore più popolare (TV)                                    | Kkotboda namja                     | Candidato/a     |
| 2009 | MTN Broadcast Advertisement Festival                 | Modello pubblicitario più popolare                          | pubblicità della Trugen Commercial | Vincitore/trice |
| 2009 | Asian Television Award                               | Miglior attore drammatico                                   | Kkotboda namja                     | Candidato/a     |
| 2009 | Mnet 20's Choice Awards                              | Star maschile di un drama                                   | Kkotboda namja                     | Candidato/a     |
| 2009 | Mnet 20's Choice Awards                              | Stella della pubblicità                                     | Dunkin' Donuts                     | Candidato/a     |
| 2009 | Mnet 20's Choice Awards                              | Nuova stella                                                |                                    | Candidato/a     |
| 2009 | Mnet 20's Choice Awards                              | Premio popolarità del caldo estivo                          |                                    | Candidato/a     |
| 2009 | Mnet 20's Choice Awards                              | Personaggio popolare                                        | Kkotboda namja                     | Candidato/a     |
| 2009 | Seoul International Drama Awards                     | Attore scelto dal pubblico                                  | Kkotboda namja                     | Candidato/a     |
| 2009 | Style Icon Awards                                    | Icona più popolare degli spettatori                         |                                    | Candidato/a     |
| 2009 | Yahoo! Asia Buzz Awards                              | Top Buzz Star: categoria maschile                           |                                    | Candidato/a     |
| 2009 | ASAP Pop Viewers' Choice Awards                      | Personaggio televisivo                                      | Kkotboda namja                     | Vincitore/trice |
| 2009 | KBS Drama Awards                                     | Miglior nuovo attore                                        | Kkotboda namja                     | Vincitore/trice |
| 2009 | KBS Drama Awards                                     | Premio internauti, attore                                   | Kkotboda namja                     | Candidato/a     |
| 2009 | KBS Drama Awards                                     | Premio miglior coppia con Ku Hye-sun                        | Kkotboda namja                     | Vincitore/trice |
| 2010 | Mnet 20's Choice Awards                              | Attore popolare                                             | Kae-in-ui chwihyang                | Vincitore/trice |
| 2010 | Style Icon Awards                                    | Premio popolarità                                           |                                    | Candidato/a     |
| 2010 | Yahoo! Asia Buzz Awards                              | Top Buzz Star: attore                                       |                                    | Candidato/a     |
| 2010 | Yahoo! Asia Buzz Awards                              | Top Buzz Star: categoria maschile                           |                                    | Candidato/a     |
| 2010 | Korean Updates Awards                                | Miglior attore                                              | Kae-in-ui chwihyang                | Candidato/a     |
| 2010 | MBC Drama Awards                                     | Premio all'eccellenza, attore                               | Kae-in-ui chwihyang                | Vincitore/trice |
| 2010 | MBC Drama Awards                                     | Premio popolarità, attore                                   | Kae-in-ui chwihyang                | Candidato/a     |
| 2010 | MBC Drama Awards                                     | Premio miglior coppia con Son Ye-jin                        | Kae-in-ui chwihyang                | Candidato/a     |
| 2011 | Korea Drama Awards                                   | Miglior attore                                              | City Hunter                        | Vincitore/trice |
| 2011 | Korea Drama Awards                                   | Premio stella coreana                                       | City Hunter                        | Vincitore/trice |
| 2011 | Mnet 20's Choice Awards                              | Stella maschile in un drama                                 | City Hunter                        | Candidato/a     |
| 2011 | Mnet 20's Choice Awards                              | Migliori venti voci                                         |                                    | Candidato/a     |
| 2011 | Korean Updates Awards                                | Attore dell'anno                                            | City Hunter                        | Vincitore/trice |
| 2011 | Korean Updates Awards                                | Premio miglior coppia con Park Min-young                    | City Hunter                        | Candidato/a     |
| 2011 | SBS Drama Awards                                     | Premio alla massima eccellenza, attore in un drama speciale | City Hunter                        | Vincitore/trice |
| 2011 | SBS Drama Awards                                     | Premio popolarità, attore                                   | City Hunter                        | Vincitore/trice |
| 2011 | SBS Drama Awards                                     | Migliori dieci stelle                                       | City Hunter                        | Vincitore/trice |
| 2011 | SBS Drama Awards                                     | Premio miglior coppia con Park Min-young                    | City Hunter                        | Candidato/a     |
| 2012 | Baeksang Arts Awards                                 | Attore più popolare (TV)                                    | City Hunter                        | Candidato/a     |
| 2012 | Seoul International Drama Awards                     | Miglior attore coreano                                      | City Hunter                        | Candidato/a     |
| 2012 | Seoul International Drama Awards                     | Attore scelto dal pubblico                                  | City Hunter                        | Candidato/a     |
| 2012 | Style Icon Awards                                    | Premio uomo che ci fa impazzire                             |                                    | Candidato/a     |
| 2012 | Korean Updates Awards                                | Miglior attore                                              | Sin-ui                             | Vincitore/trice |
| 2012 | SBS Drama Awards                                     | Premio alla massima eccellenza, attore in una miniserie     | Sin-ui                             | Vincitore/trice |
| 2012 | SBS Drama Awards                                     | Premio popolarità, attore                                   | Sin-ui                             | Candidato/a     |
| 2012 | SBS Drama Awards                                     | Migliori dieci stelle                                       | Sin-ui                             | Vincitore/trice |
| 2013 | China Fashion Awards                                 | Attore asiatico più popolare                                |                                    | Vincitore/trice |
| 2013 | DramaFever Awards                                    | Miglior attore                                              | Sin-ui                             | Vincitore/trice |
| 2013 | DramaFever Awards                                    | Miglior coppia con Kim Hee-sun                              | Sin-ui                             | Vincitore/trice |
| 2013 | Baeksang Arts Awards                                 | Attore più popolare (TV)                                    | Sin-ui                             | Candidato/a     |
| 2013 | Seoul International Drama Awards                     | Attore scelto dal pubblico                                  | Sin-ui                             | Candidato/a     |
| 2013 | Sohu Media Awards                                    | Attore internazionale più popolare                          |                                    | Vincitore/trice |
| 2013 | Baidu Feidian Awards                                 | Miglior attore asiatico                                     | Sangsokjadeul                      | Vincitore/trice |
| 2013 | Korean Updates Awards                                | Miglior attore                                              | Sangsokjadeul                      | Vincitore/trice |
| 2013 | Korean Updates Awards                                | Coppia preferita con Park Shin-hye                          | Sangsokjadeul                      | Vincitore/trice |
| 2013 | Korean Updates Awards                                | Gran premio per un drama                                    | Sangsokjadeul                      | Vincitore/trice |
| 2013 | SBS Drama Awards                                     | Premio alla massima eccellenza, attore in un drama speciale | Sangsokjadeul                      | Vincitore/trice |
| 2013 | SBS Drama Awards                                     | Premio popolarità, attore                                   | Sangsokjadeul                      | Vincitore/trice |
| 2013 | SBS Drama Awards                                     | Migliori dieci stelle                                       | Sangsokjadeul                      | Vincitore/trice |
| 2013 | SBS Drama Awards                                     | Premio miglior coppia con Park Shin-hye                     | Sangsokjadeul                      | Vincitore/trice |
| 2013 | SBS Drama Awards                                     | Meglio vestito                                              | Sangsokjadeul                      | Vincitore/trice |
| 2014 | DramaFever Awards                                    | Miglior attore                                              | Sangsokjadeul                      | Vincitore/trice |
| 2014 | DramaFever Awards                                    | Miglior amicizia tra uomini con Kim Woo-bin                 | Sangsokjadeul                      | Vincitore/trice |
| 2014 | Baeksang Arts Awards                                 | Attore più popolare (TV)                                    | Sangsokjadeul                      | Candidato/a     |
| 2014 | Singapore Entertainment Awards                       | Artista televisivo coreano più popolare                     |                                    | Vincitore/trice |
| 2014 | Singapore Entertainment Awards                       | OMY Hot Star                                                |                                    | Candidato/a     |
| 2014 | Seoul International Drama Awards                     | Miglior attore coreano                                      | Sangsokjadeul                      | Candidato/a     |
| 2014 | Seoul International Drama Awards                     | Attore scelto dal pubblico                                  | Sangsokjadeul                      | Candidato/a     |
| 2014 | Korea Drama Awards                                   | Gran premio                                                 | Sangsokjadeul                      | Candidato/a     |
| 2014 | Style Icon Awards                                    | Migliori dieci icone di stile                               |                                    | Candidato/a     |
| 2014 | APAN Star Awards                                     | Attore d'eccellenza (ruolo principale) in una miniserie     | Sangsokjadeul                      | Candidato/a     |
| 2014 | Korean Popular Culture & Arts Award                  | Premio del primo ministro                                   |                                    | Vincitore/trice |
| 2014 | NATE Awards                                          | Stella della hallyu scelta dal pubblico                     |                                    | Candidato/a     |
| 2015 | Baeksang Arts Awards                                 | Miglior nuovo attore (Film)                                 | Gangnam 1970                       | Candidato/a     |
| 2015 | Baeksang Arts Awards                                 | Attori più popolare (Film)                                  | Gangnam 1970                       | Vincitore/trice |
| 2015 | Baeksang Arts Awards                                 | Stella della hallyu più popolare/Premio stella IQiyi        |                                    | Vincitore/trice |
| 2015 | Korea SNS Industry Grand Award                       | Premio del presidente dell'agenzia d'informazione nazionale |                                    | Vincitore/trice |
| 2015 | Bucheon International Fantastic Film Festival Awards | Premio scelta dei produttori                                |                                    | Vincitore/trice |
| 2015 | Seoul International Drama Awards                     | Premio ai risultati nella hallyu, 10º anniversario          |                                    | Vincitore/trice |
| 2015 | Seoul International Drama Awards                     | Premio popolarità Mango TV                                  |                                    | Vincitore/trice |
| 2015 | Premio Daejong                                       | Miglior attore esordiente                                   | Gangnam 1970                       | Vincitore/trice |
| 2015 | Premio Daejong                                       | Premio popolarità                                           | Gangnam 1970                       | Candidato/a     |
| 2015 | Blue Dragon Film Awards                              | Miglior nuovo attore                                        | Gangnam 1970                       | Candidato/a     |
| 2015 | Blue Dragon Film Awards                              | Premio popolarità                                           | Gangnam 1970                       | Vincitore/trice |
| 2015 | 2015 Korean Tourism Awards                           | Stella del turismo coreano 2015                             |                                    | Vincitore/trice |
| 2016 | Lotte Duty Free Awards                               | Premio miglior modello 2015                                 |                                    | Vincitore/trice |
| 2016 | Beijing LeEco Night                                  | Idol asiatico più popolare                                  |                                    | Vincitore/trice |
| 2016 | Weibo Movie Award 2016                               | Attore più atteso in una commedia d'azione                  | Bounty Hunters                     | Vincitore/trice |
| 2016 | Weibo Movie Award 2016                               | Pioniere del cinema asiatico                                | Bounty Hunters                     | Vincitore/trice |